# Doação de Pepino

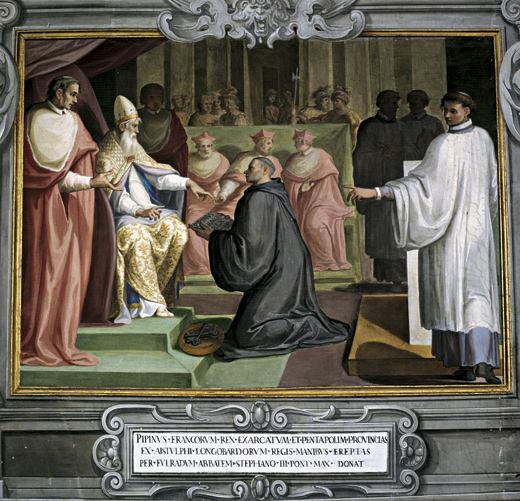
A doação de Pepino ao Papa Estêvão III (754)

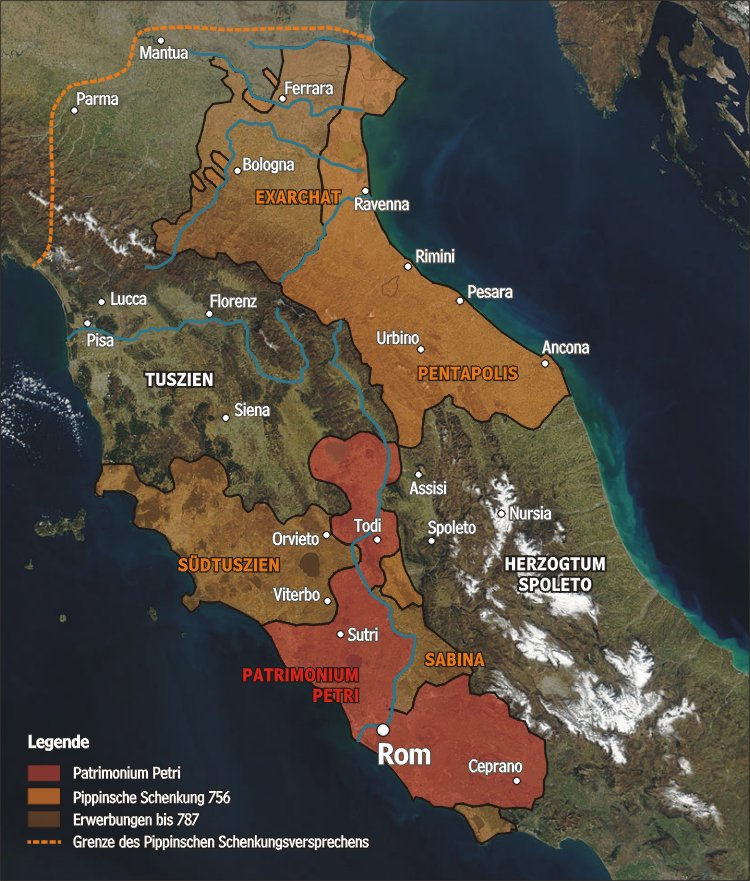
Os Estados Pontifícios em 800

A doação de Pepino ou tratado de Quierzy, em 754, criou os Estados Pontifícios.
Na viagem que fez a França em 754, o Papa Estêvão III foi recebido por Pepino o Breve em sua villa de Quierzy-sur-Oise em janeiro. Um tratado foi assinado criando os Estados Pontifícios pela doação do Exarcado de Ravena, da Córsega, da Sardenha e da Sicília ao papa. Em contrapartida, este reconhecia a dinastia carolíngia e aprovava a relegação imposta ao rei merovíngio Quilderico III. Esta doação foi confirmada em 774, em Roma, por Carlos Magno, filho de Pepino. 